# Pareuthymia mirabilis
Pareuthymia mirabilis är en insektsart som beskrevs av Willemse, C. 1930. Pareuthymia mirabilis ingår i släktet Pareuthymia och familjen gräshoppor. Inga underarter finns listade i Catalogue of Life.